# Acacia sessilispica
Acacia sessilispica é uma espécie de leguminosa do gênero Acacia, pertencente à família Fabaceae.